# Ximeno Dahe
Ximeno Dahe (Aragão, segunda metade do século XIV – Calatayud, 1431) foi um pseudocardeal aragonês da Igreja Católica.

## Biografia
Às vezes conhecido sob a forma latina de seu nome, Eximinus, e às vezes com o sobrenome Daha, o local e a data de nascimento deste parente do antipapa Bento XIII são desconhecidos com exatidão. Ele era provavelmente aragonês, com uma licenciatura em Decretos e um bacharelado em Direito, e gozava perpetuamente do benefício de vigário da igreja de Santa María Magdalena, em Saragoça. Ele também foi arquidiácono de Benasch, no capítulo da catedral de Lleida, do qual mais tarde foi padre.
Na cúria de Avinhão, ocupou os cargos de camerarius e auditor geral. Sabe-se que em 26 de julho de 1407 ele estava em Roma, onde ordenou a leitura de uma carta do rei da França, na qual eram oferecidas garantias para o encontro que aconteceria em Savona entre Bento XIII e Gregório XII a fim de resolver o chamado Grande Cisma do Ocidente, apesar do encontro nunca ter acontecido. Ele participou, ao contrário, do Concílio de Perpignan em 1408, convocado pelo Papa Luna, um concílio que o declarou legítimo Pontífice. No final de 1411 ele estava em Saragoça, examinando os relatos dos administradores do falecido arcebispo, García Fernández de Heredia. Em 1415, os cardeais leais a Bento XIII consultaram a opinião de Ximeno sobre como pôr fim ao cisma; em 6 de dezembro do ano seguinte deixou Saragoça e foi, por ordem de Bento XIII, para a cidade de Constança, mas não parece que tenha realmente participado do concílio, mas sim se dedicado ao trabalho de espionagem em favor de seu senhor.
Apesar de seus esforços e maquinações ocultas, Bento XIII foi deposto em 26 de julho de 1417, marcado como cismático e herege. Ximeno, no entanto, permaneceu fiel ao antipapa em seu retiro de Peñíscola, assumindo os cargos de referendário, regente da Penitenciária e auditor da Câmara Apostólica. Por parte do legítimo papa, Martinho V, ele foi despojado de todas as suas prebendas na catedral de Lleida, em 30 de março de 1418.
Foi criado cardeal pelo Papa de Avinhão Bento XIII no Consistório de 22 de maio de 1423, em Avinhão, recebendo o título de cardeal-presbítero de São Lourenço em Lucina.
Com a morte do antipapa, em 23 de maio do ano seguinte, Ximeno expressou seu desejo de prometer obediência a Martinho V, mas logo voltou atrás e participou do conclave que elegeu Gil Sánchez Muñoz como sucessor de Bento XIII, sob o nome de Clemente VIII. Quando este abdicou em 26 de julho de 1429, durante algumas semanas ele foi detido porque sua disposição não parecia confiável para os representantes do rei Afonso V de Aragão; eles temiam que o pseudocardeal pudesse atrapalhar as negociações com o antipapa ou escapar e causar escândalo e foi detido até a chegada do cardeal legado Pierre de Foix. Em 23 de agosto de 1429, ele renunciou à promoção cardinalícia e jurou obediência ao Papa Martinho V e, assim, o cardeal legado concedeu-lhe o priorado de Santo Sepulcro em Calatayud, na província de Saragoça.
Morreu provavelmente em 1431, pois neste ano já era conhecido o seu substituto no priorado de Santo Sepulcro em Calatayud.

### Conclaves
- Conclave de 1423 - participou da eleição do Papa de Avinhão Clemente VIII